# Femminielli

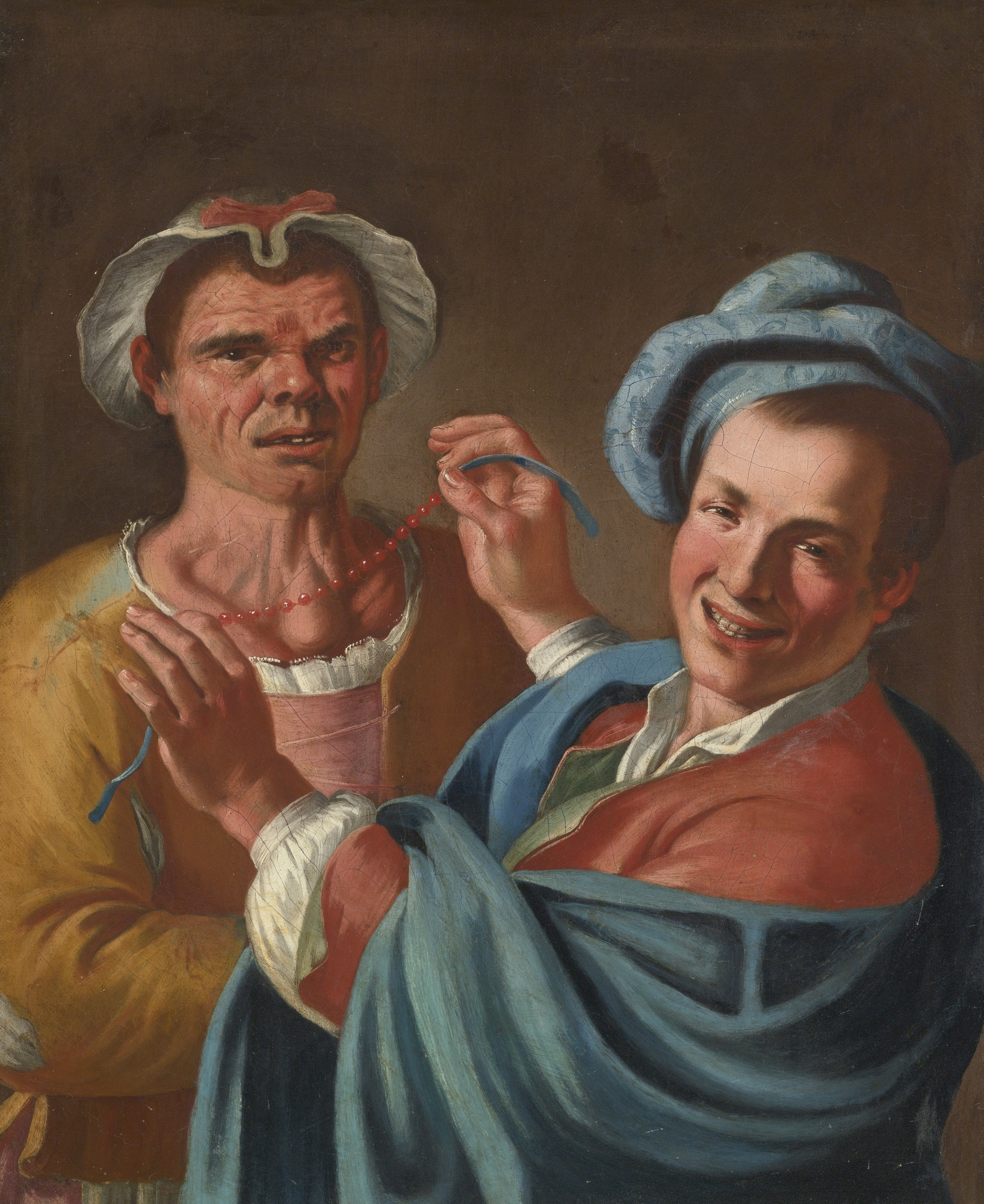
Il femminiello de Giuseppe Bonito, vers 1740-1760

Femminielli (pluriel de femminiello, « petite femme » en napolitain ; vient du napolitain femmina « femme » et -iello le suffixe diminutif masculin) désigne, dans la tradition typiquement napolitaine, les personnes transgenres féminines et les hommes homosexuels exprimant nettement les caractères féminins. Ceux-ci jouent le rôle attribué traditionnellement aux femmes dans la cité parthénopéenne,.

## Terme
Il peut être difficile de définir ce terme dans les notions occidentales « gay » et « femmes trans », étant donné que ces deux catégories se recoupent dans le cas de femminielli (voir : Troisième genre). Il a été noté que ce terme n'est pas péjoratif et ne porte pas de stigmatisation ; au contraire les femminielli sont traditionnellement censés apporter la chance,.
Il est réducteur de mettre les femminielli napolitains dans la macro-catégorie des personnes transgenres ou transsexuelles, généralement adoptée dans les pays anglo-saxons. Le femminiello peut être considéré comme une expression de genre singulière, hors de la norme binaire.
Une certaine incompatibilité entre les notions de femminiello et de transgenre (souvent nés à l'étranger) peut être observée, illustrée par exemple par un communiqué de titre Rivolta ai Quartieri Spagnoli: je femminielli cacciano le trans (« Révolte dans les Quartieri Spagnoli : les femminielli chassent les trans »).
En 2009, le terme femminiello acquit une certaine notoriété dans les médias italiens après l'arrestation, à Naples, du femminiello gangster natif de la Camorra, Ketty Gabriele. Gabriele avait commencé dans la prostitution avant de devenir un capo. Gabriele a été appelé à la fois femminiello et transessuale ou trans, dans les médias italiens.

## Perception par les Napolitains
Ironiquement, Achille della Ragione suggère que des études récentes ont montré que les Napolitains ont généralement une vision négative de ce qu'ils appellent « le modèle politiquement correct de l'homosexualité dans une hypocrite société bien-pensante » (c'est-à-dire le courant dominant de la culture gay occidentale), mais il y oppose que les femminielli bénéficient d'une attitude favorable de la part de la société napolitaine.
Cependant, d'autres maintiennent que les femminielli sont résolument masculins en dépit de leur rôle de genre féminin, en disant qu'« ils sont des hommes ; ils le savent et tout le monde le sait ». Achille della Ragione a décrit les aspects sociaux des femminielli. « [Le femminiello] est généralement le plus jeune enfant de sexe masculin, « petit chéri de sa mère »… Il est utile, il fait des tâches ménagères, les courses et surveille les enfants. »
Généralement, les femminielli sont considérés comme apportant la chance. Pour cette raison, il est courant dans les quartiers pour un femminiello de tenir un bébé nouveau-né, ou de participer à des jeux comme le bingo. Plus que les Tombola, la Tombolata dei femminielli est un jeu populaire effectué chaque année le 2 février, en conclusion de la Chandeleur au Sanctuaire de Montevergine.

## Histoire

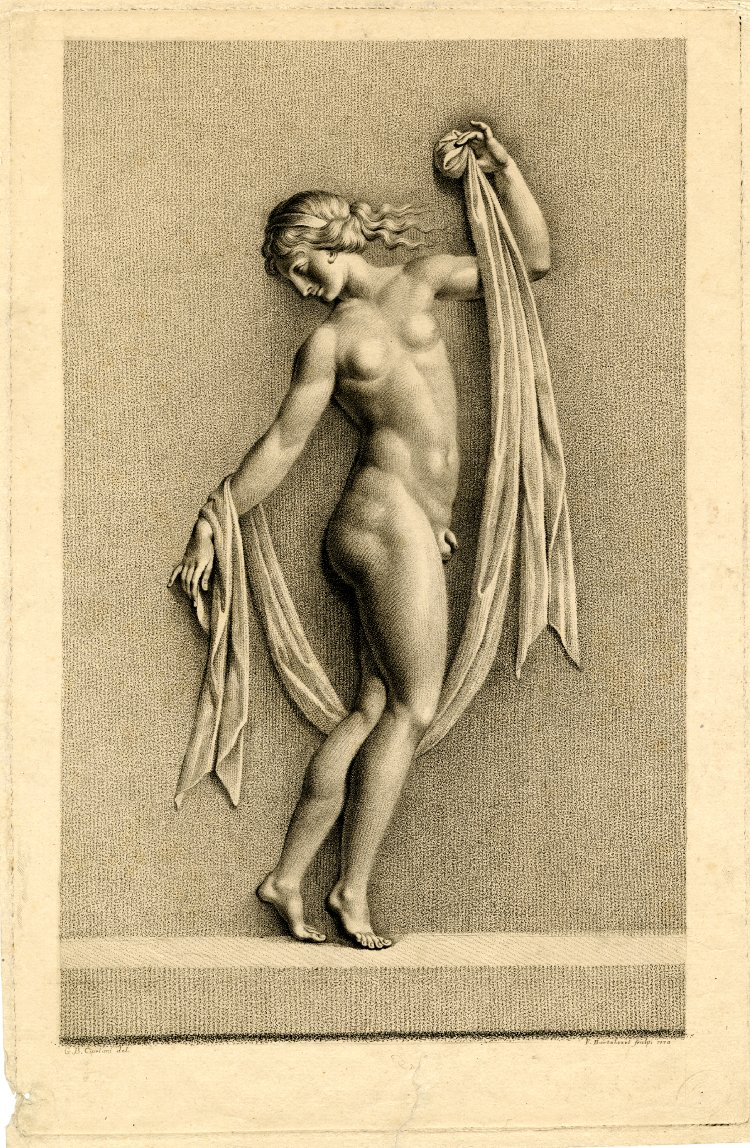
Hermaphrodite, le fils d'Hermès et d'Aphrodite.

Les références constantes dans de nombreuses sources sur les anciens rituels associés à la présence du femminiello à Naples nécessite quelques commentaires. Les liens avec la mythologie grecque sont nombreux : par exemple, Hermaphrodite qui possédait la beauté de sa mère Aphrodite, et la force de son père Hermès ; ou Tirésias, le prophète aveugle de Thèbes, qui s'est transformé en femme pendant sept ans.
Ces deux personnages, et d'autres dans de nombreuses cultures dans le monde, sont présumés posséder quelque chose que d'autres n'ont pas : la sagesse de l'équilibre qui vient de la connaissance des deux mondes, le masculin et le féminin.
Les racines culturelles de ce phénomène sont intégrées à la culture et confère au femminiello un statut social légitime. Pour des raisons historiques et symboliques, la construction de l'identité du femminiello à Naples n'entre pas dans les cases euro-centrées transgenres les plus communes.

## Événements traditionnels

### Matrimonio dei femminielli
Une cérémonie appelée le matrimonio dei femminielli est organisé à Torre Annunziata le lundi de Pâques : un défilé de femminielli vêtus de robes de mariées et accompagné par un « mari » circule à travers les rues dans des chariots tirés par des chevaux.

### Candelora al Santuario di Montevergine
Le femminiello en Campanie jouit d'une position privilégiée grâce à sa participation à certains événements traditionnels, tels que la Candelora al Santuario di Montevergine (la Chandeleur au Sanctuaire de Montevergine) dans l'Avellino ou à la Tammurriata, une danse traditionnelle exécutée lors de la fête de la Madonna dell'Arco dans Sant'Anastasia.

## Fictions

### Théâtre
Dans une pièce appelée La Gatta Cenerentola (Le Chat de Cendrillon) de Roberto De Simone, les femmenielli jouent le rôle de plusieurs personnages importants. Les scènes majeures à ce propos sont le rosario dei femmenielli et il suicide del femminiella.

### Cinéma
Le film Pagani réalisé par Elisa Flaminia Inno et présenté à Paris au festival Cinéma du Réel en 2017 et à Genève au festival Every body's perfect présente le déroulement d'une cérémonie de Notre-Dame-des-Poules organisée traditionnellement par les feminielli dans le sud de l'Italie.